# Rajówka (rejon dokszycki)
Rajówka (biał. Раёўка; ros. Раёвка) – wieś na Białorusi, w obwodzie witebskim, w rejonie dokszyckim, w sielsowiecie Porpliszcze.

## Historia
W czasach zaborów ówczesne dobra i folwark w gminie Porpliszcze, w powiecie wilejskim, w guberni wileńskiej Imperium Rosyjskiego.
W dwudziestoleciu międzywojennym wieś leżała w Polsce, w województwie wileńskim, w powiecie duniłowickim, od 1926 w powiecie dziśnieńskim, w gminie Porpliszcze.
Według Powszechnego Spisu Ludności z 1921 roku zamieszkiwało tu 138 osób, 136 były wyznania rzymskokatolickiego a 2 prawosławnego. Jednocześnie 123 mieszkańców zadeklarowało polską a 15 białoruską przynależność narodową. Były tu 21 budynki mieszkalne. W 1931 w 28 domach zamieszkiwało 146 osób.
Wierni należeli do parafii rzymskokatolickiej w Parafianowie i prawosławnej w Porpliszczach. Miejscowość podlegała pod Sąd Grodzki w Dokszycach i Okręgowy w Wilnie; właściwy urząd pocztowy mieścił się w Porpliszczach.
Po agresji ZSRR na Polskę w 1939 roku wieś znalazła się w granicach BSRR. W latach 1941–1944 była pod okupacją niemiecką. Następnie leżała w BSRR. Od 1991 roku w Republice Białorusi.